# 川苔山

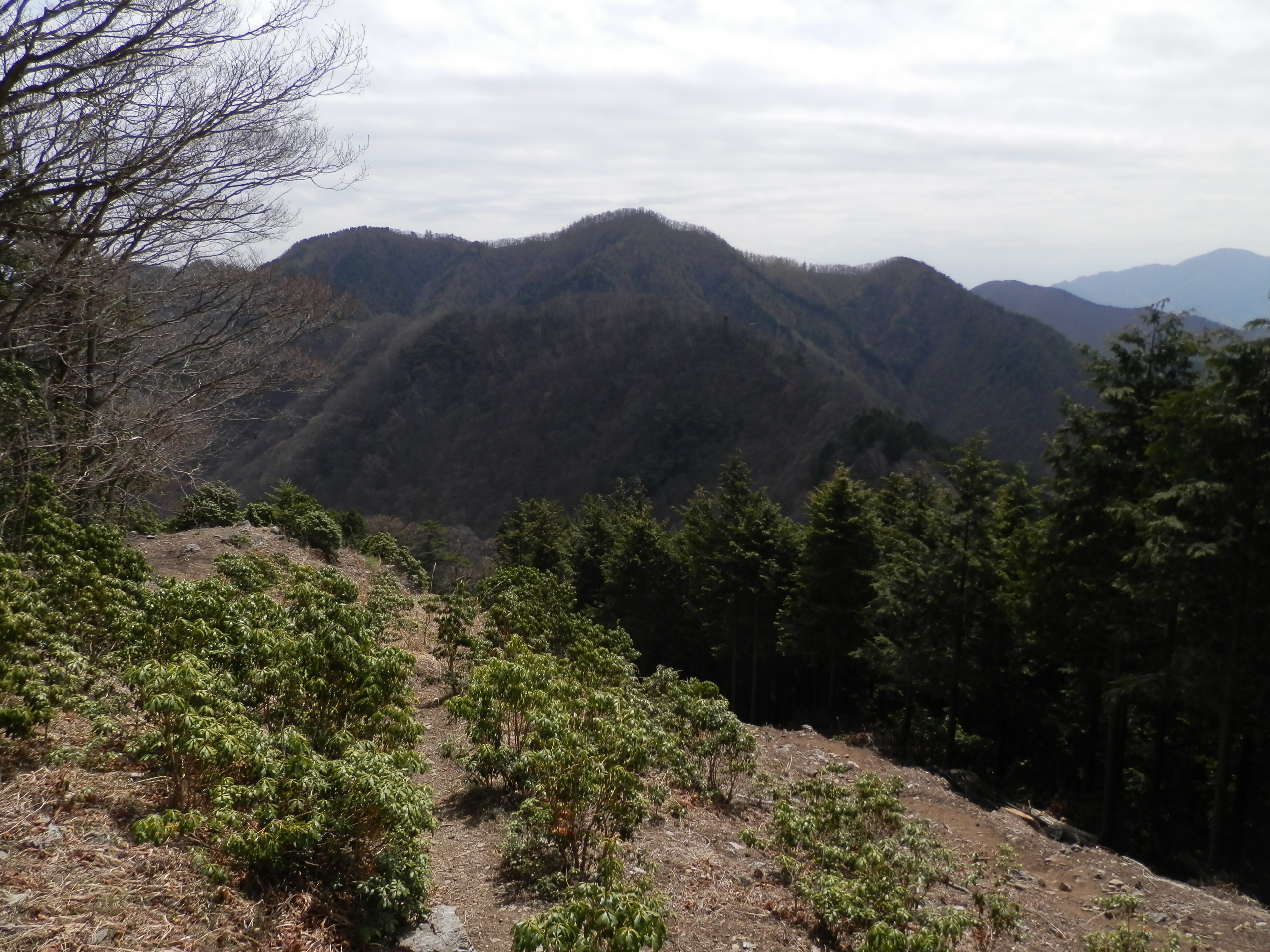
北北西の日向沢ノ峰から見る川苔山

川苔山または川乗山（かわのりやま）は、東京都西多摩郡奥多摩町にある標高1363.3mの山。
奥多摩町役場から北におよそ5kmのところにあり、埼玉県との県境にも近い。奥多摩山域の中では四季を通じて比較的登山者が多い山である。2016年（平成28年）に山の日の制定を記念して山頂に標石が設置された。山頂からは南東方向の尾根や沢が長く、奥地まで造林用の林道や小屋の礎がある。かつては山頂付近に茶屋があった。獅子口小屋跡の湧き水は東京都の湧水57選に選ばれている。2019年現在奥多摩湖とつながる林道は不整備のため危険かつ立ち入り禁止となっている。もちろん車の通行も不可である。
川苔、川乗と表記が乱れているが、バス停や地図上の表記は川乗、しかしながら川苔は、すなわち海苔に似た淡水産の緑藻を産する谷が川苔谷と呼ばれ、それが山名になったから、本来はいずれも川苔が正しいと言われている。

## 登山コース
川乗橋から
JR青梅線奥多摩駅から日原方面行きのバス（西東京バス）に乗る。15分ほどで着く。ここから川苔谷沿いの林道を歩き、途中で林道と分かれて百尋ノ滝を経由し、横ヶ谷を渡る。ここで足毛岩と横ヶ谷沿いのルートに分かれるが、どちらも大差なく山頂に着ける。
鳩ノ巣駅から
多彩なルートがとれ、本仁田山経由でも行けるし、大ダワ経由でも、また最短ルートでも舟井戸へ行くことができる。なお、大ダワのコースは岩尾根であり、雨天や雨後などは避けたほうが良い。舟井戸からは20分ほどで頂上に着く。
この2つのルートが一般的だが、その他にも多彩なルートがある。百尋ノ滝や舟井戸などといった変化に富んだ地形も魅力の１つ。反面、各ルートが複雑に入り組み、迷いやすいところである。また、登山道が急峻で狭い場所もあることから、低山といえども注意が必要である。
川井駅から清東橋までバスで行き、大丹波川沿いに登り、獅子口小屋跡の湧き水を通り、長沢背稜から続く尾根をたどり、曲ヶ谷北峰経由のコース（途中、ショートカット可）。
また、古里駅から赤杭尾根を登って行く2.5時間ほどのコースもある。

## 表記について
正式には「川苔山」と書き、昭文社の「山と高原地図」にはこう書かれている。由来はこの山の登山コースの一つ、川苔谷である。その沢では川苔（淡水産で食用の緑藻）が採れるため川苔谷と呼ばれ、その源頭の山であるので「川苔山」と呼ばれるようになったという説が有力である。
山頂の標識や道中の案内標識には「川乗山」「川乗谷」と表記されていることもあるが、これはかつて国土地理院の地形図でそのように誤記されていたことによる。この誤記は平成8年発行の1/2.5万地形図より「川苔山」「川苔谷」と正式に修正された（なお、ウォッちずでは「川乗山」「川乗谷」の誤記が残っている）。登山口の一つである川乗橋は現在でも「乗」である。

## ギャラリー

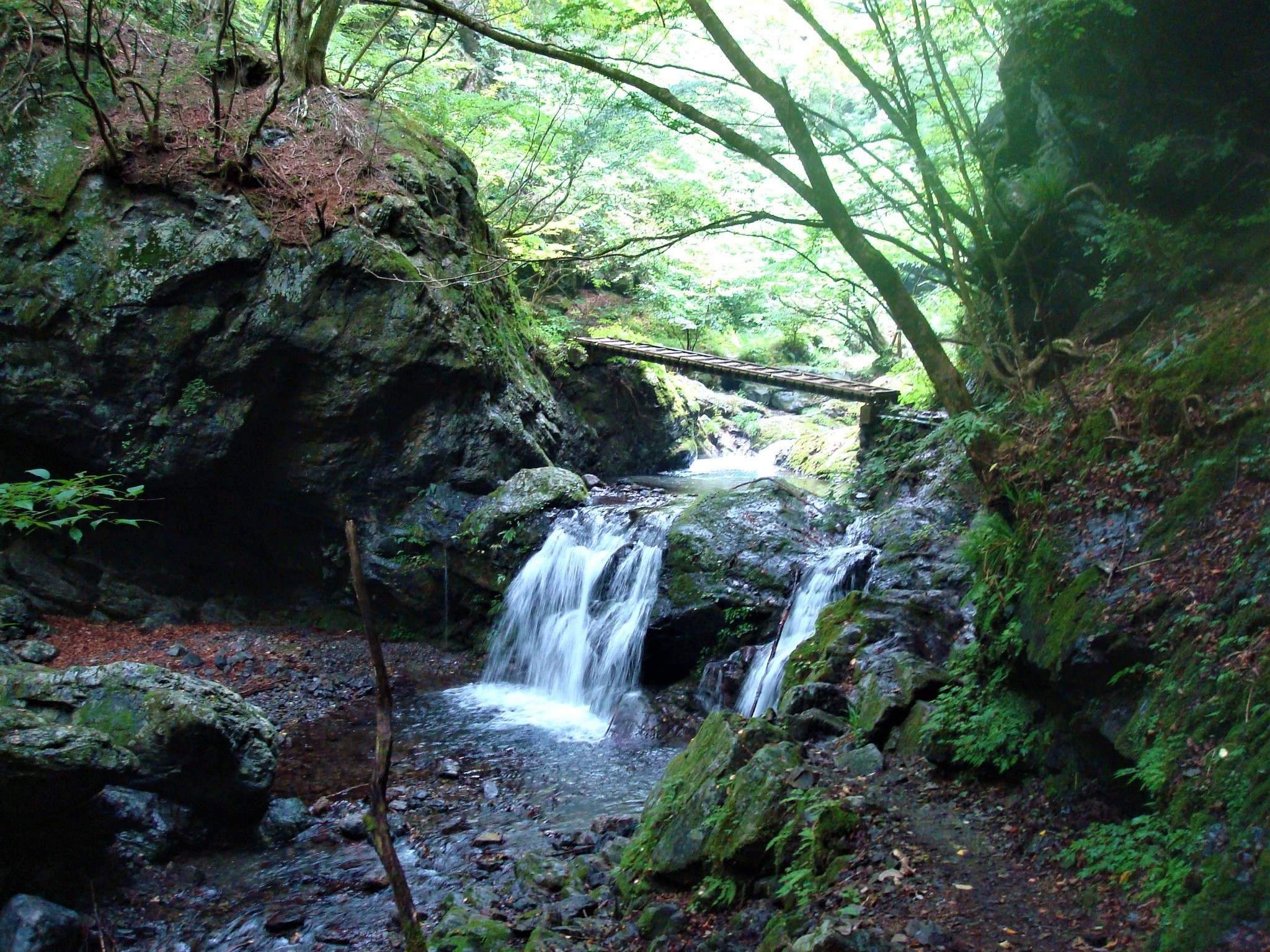
川苔谷の名もなき滝
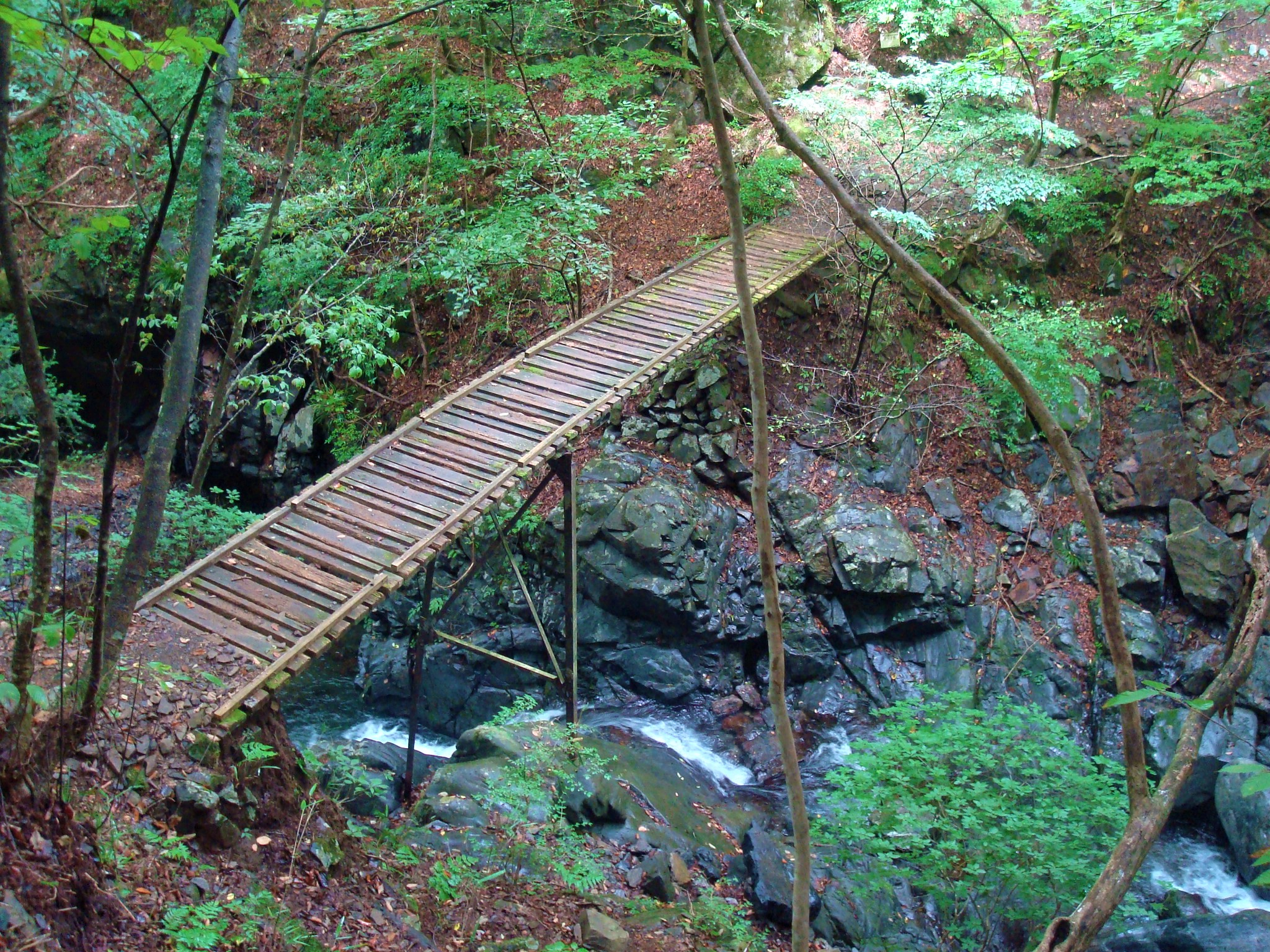
川苔谷の木橋
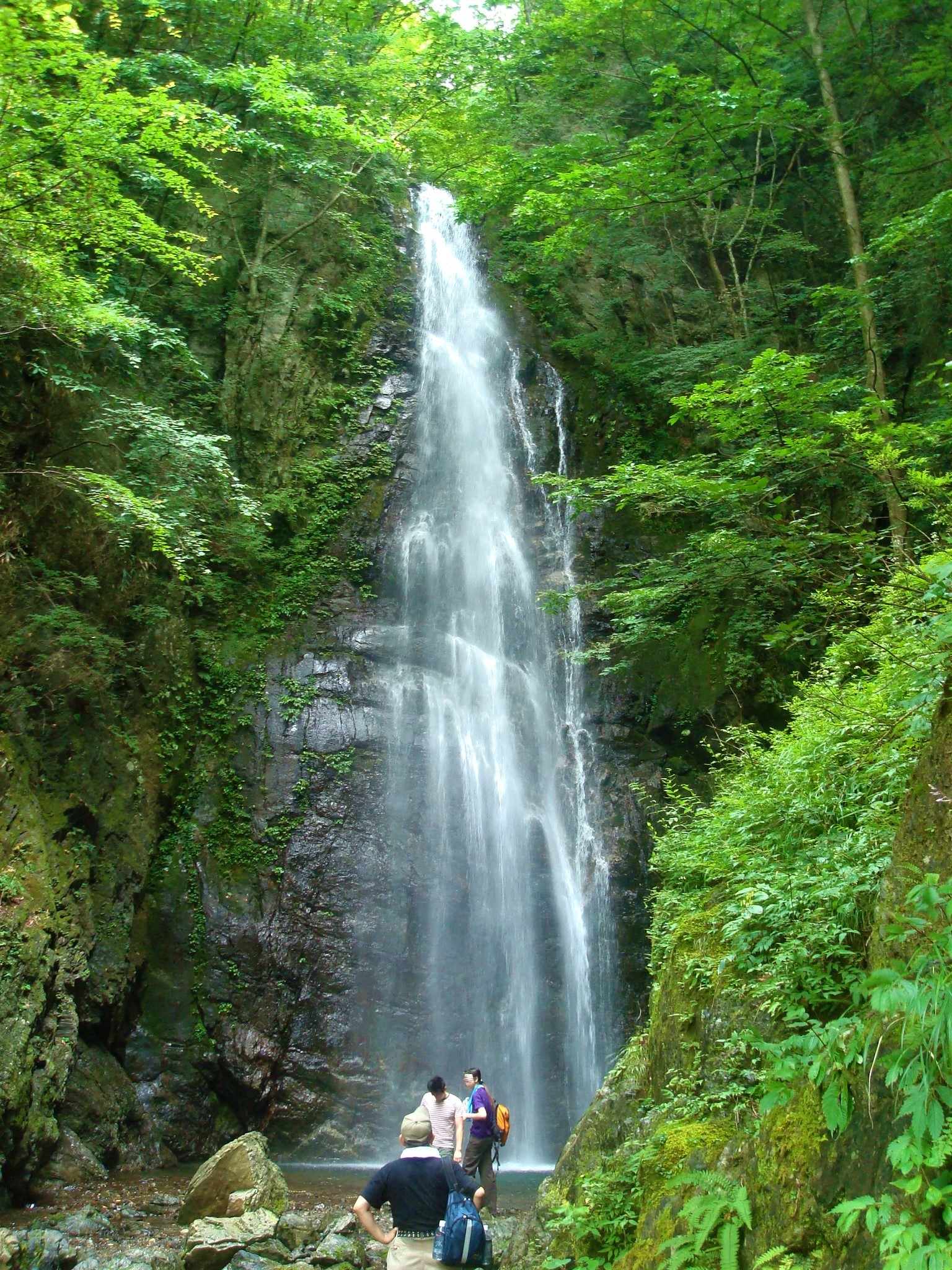
百尋ノ滝
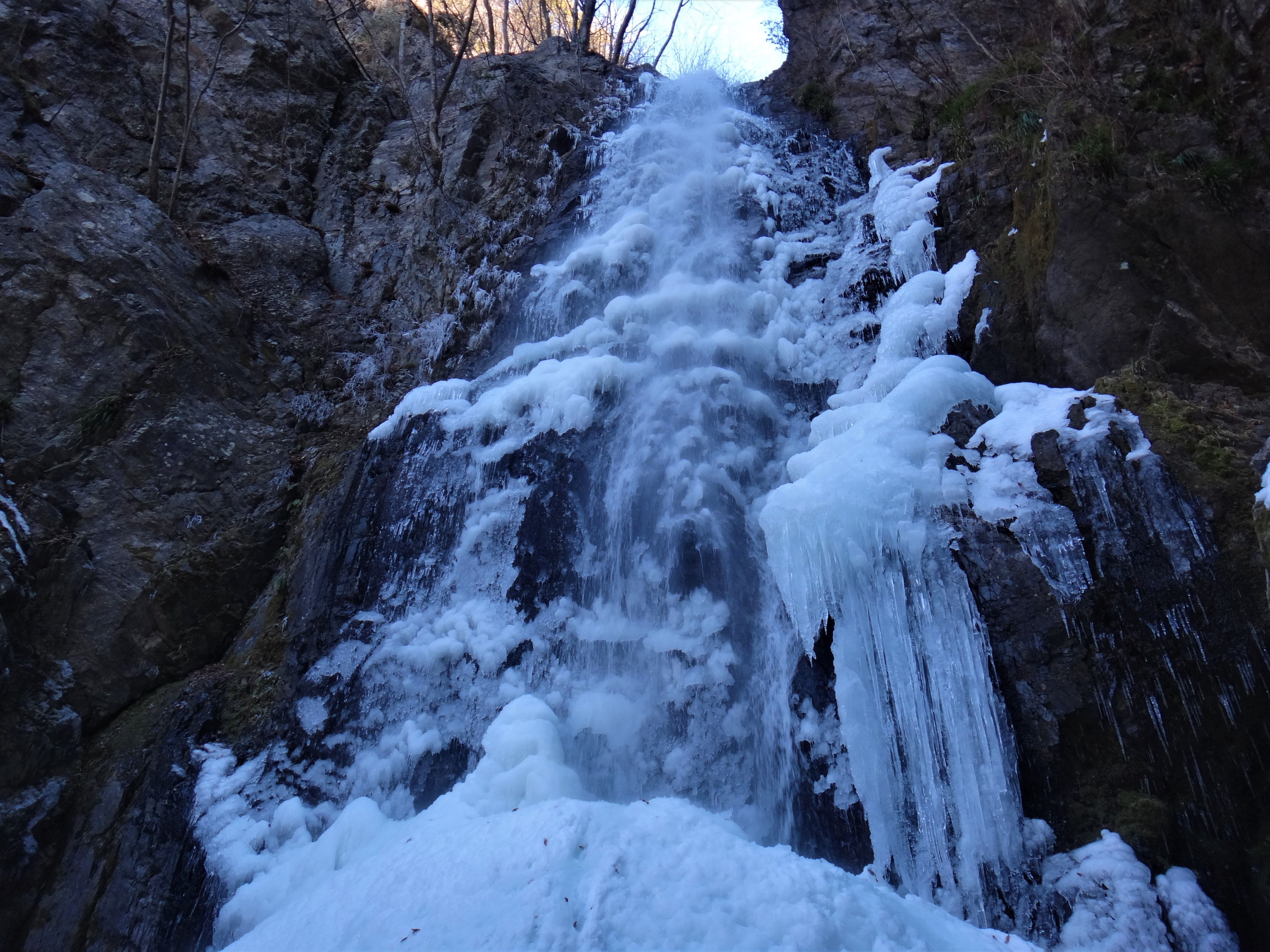
百尋ノ滝の氷瀑
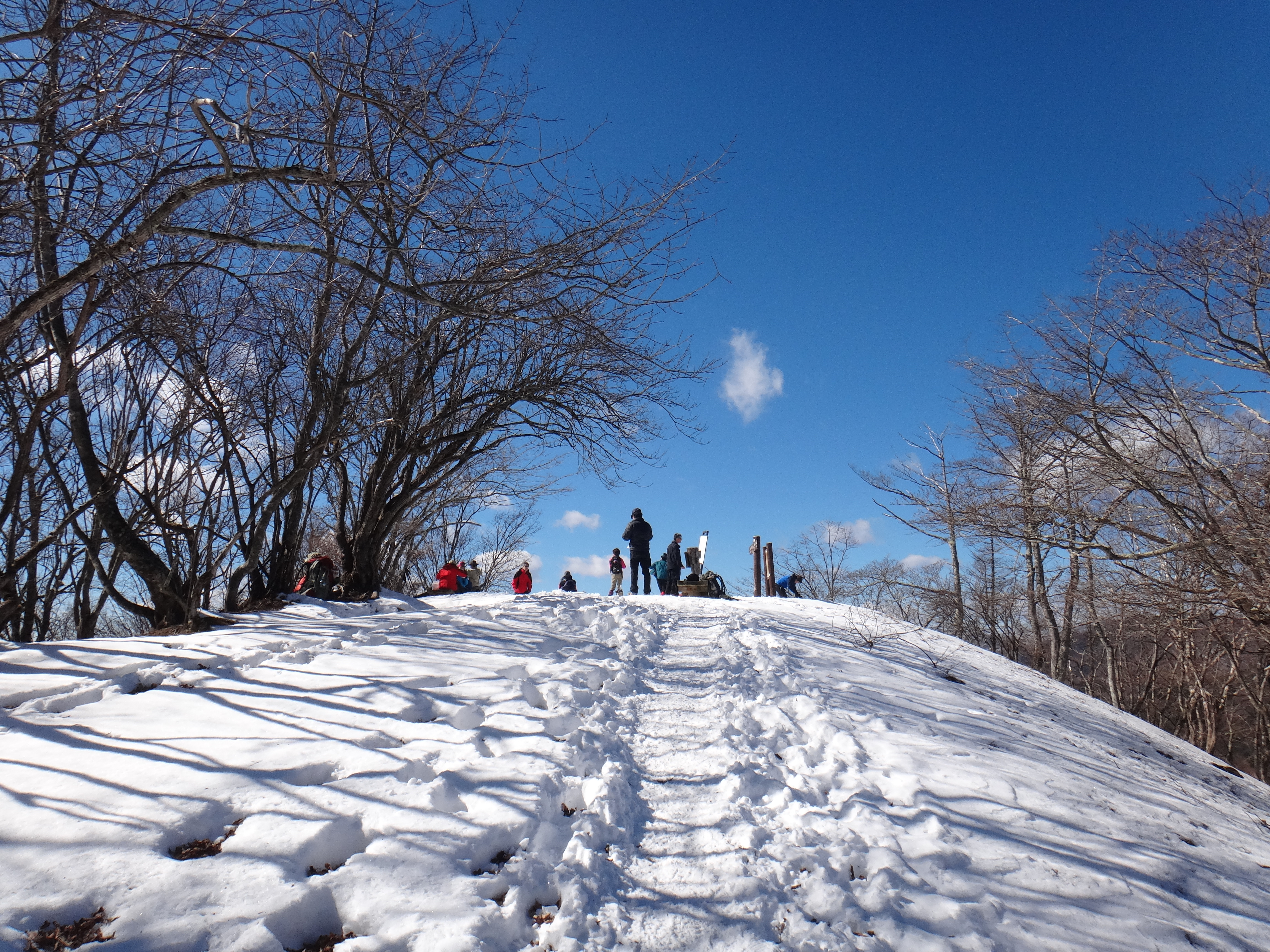
川苔山山頂
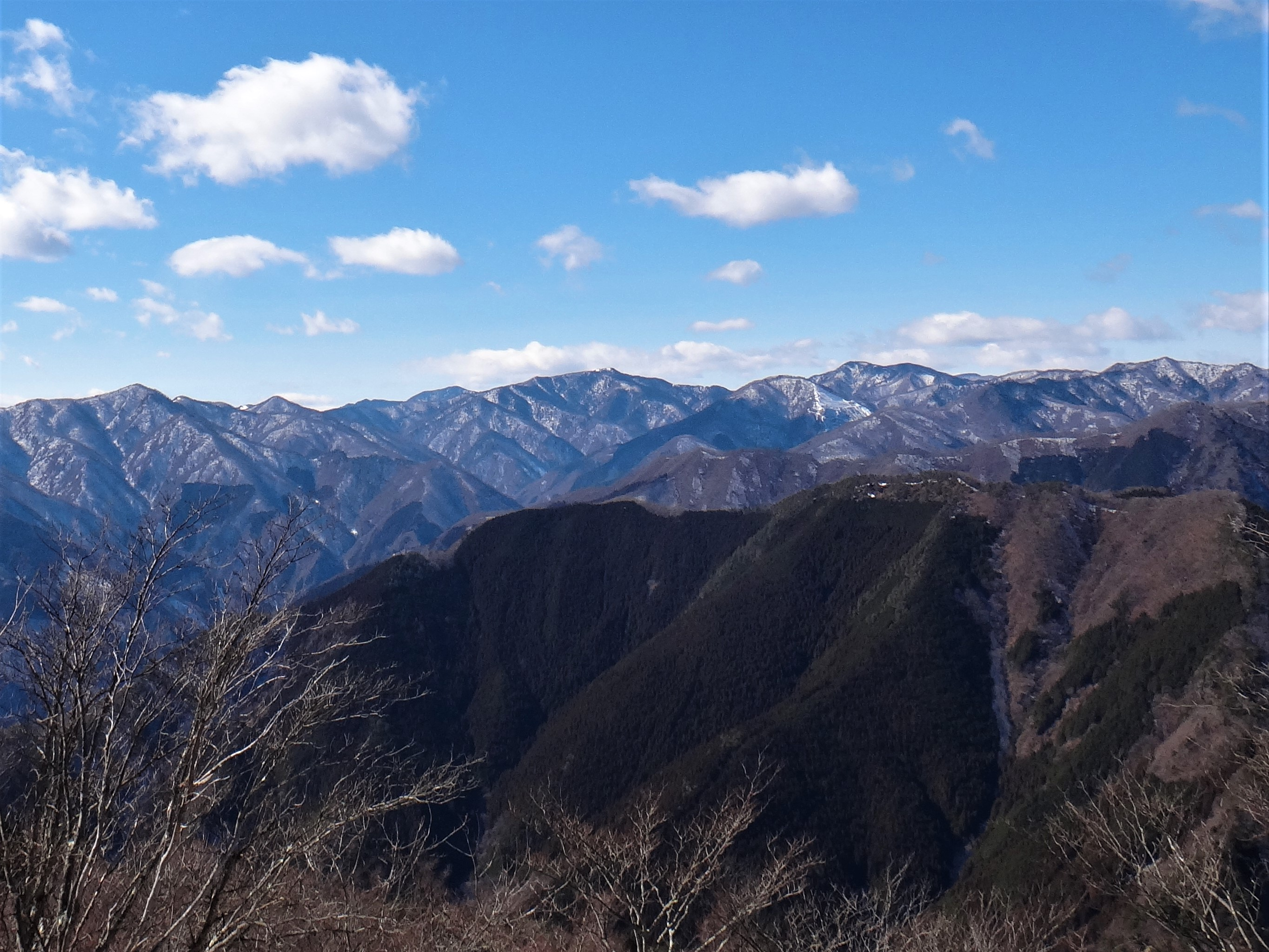
川苔山から北西方面
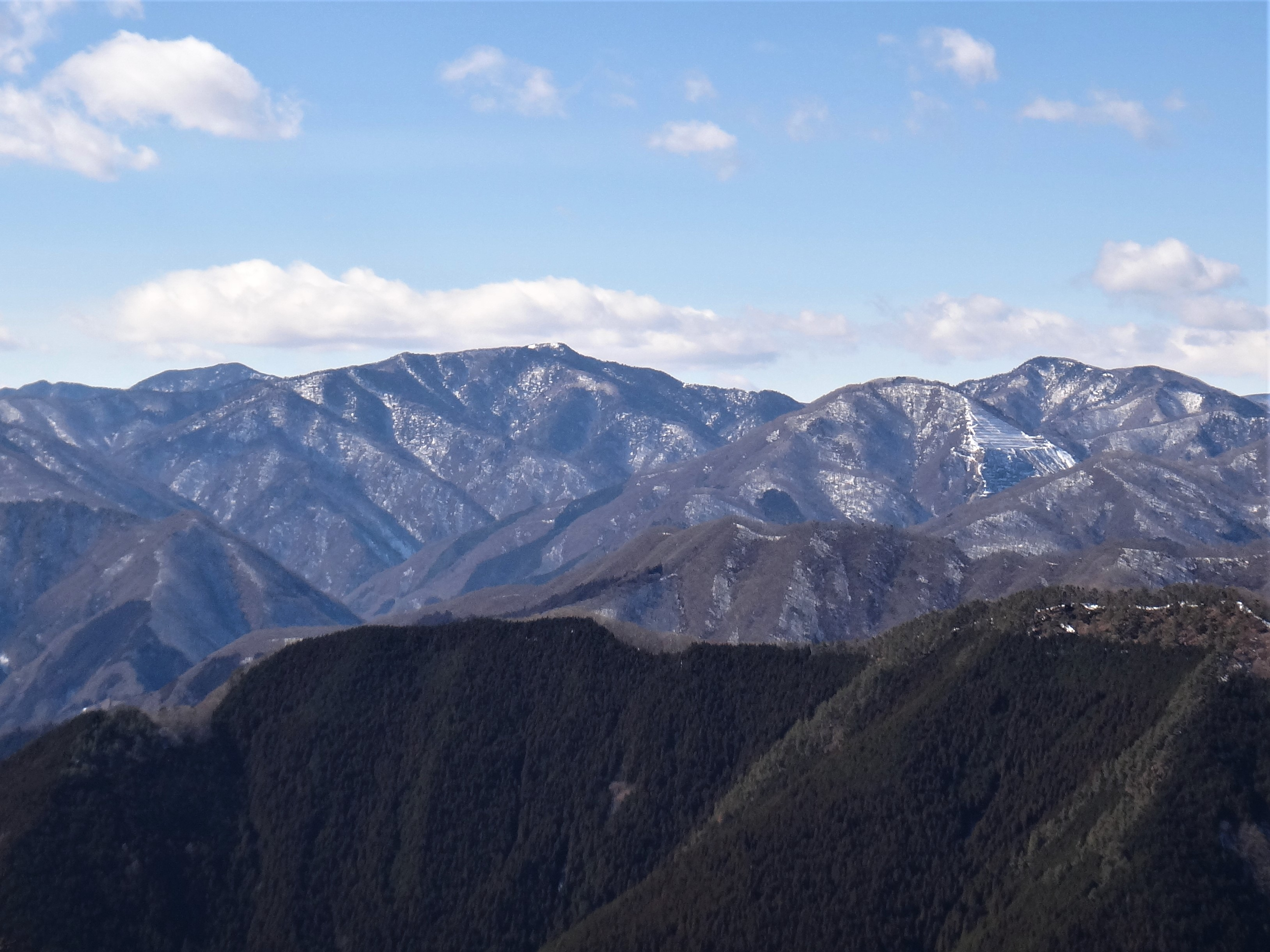
川苔山から雲取山を望む
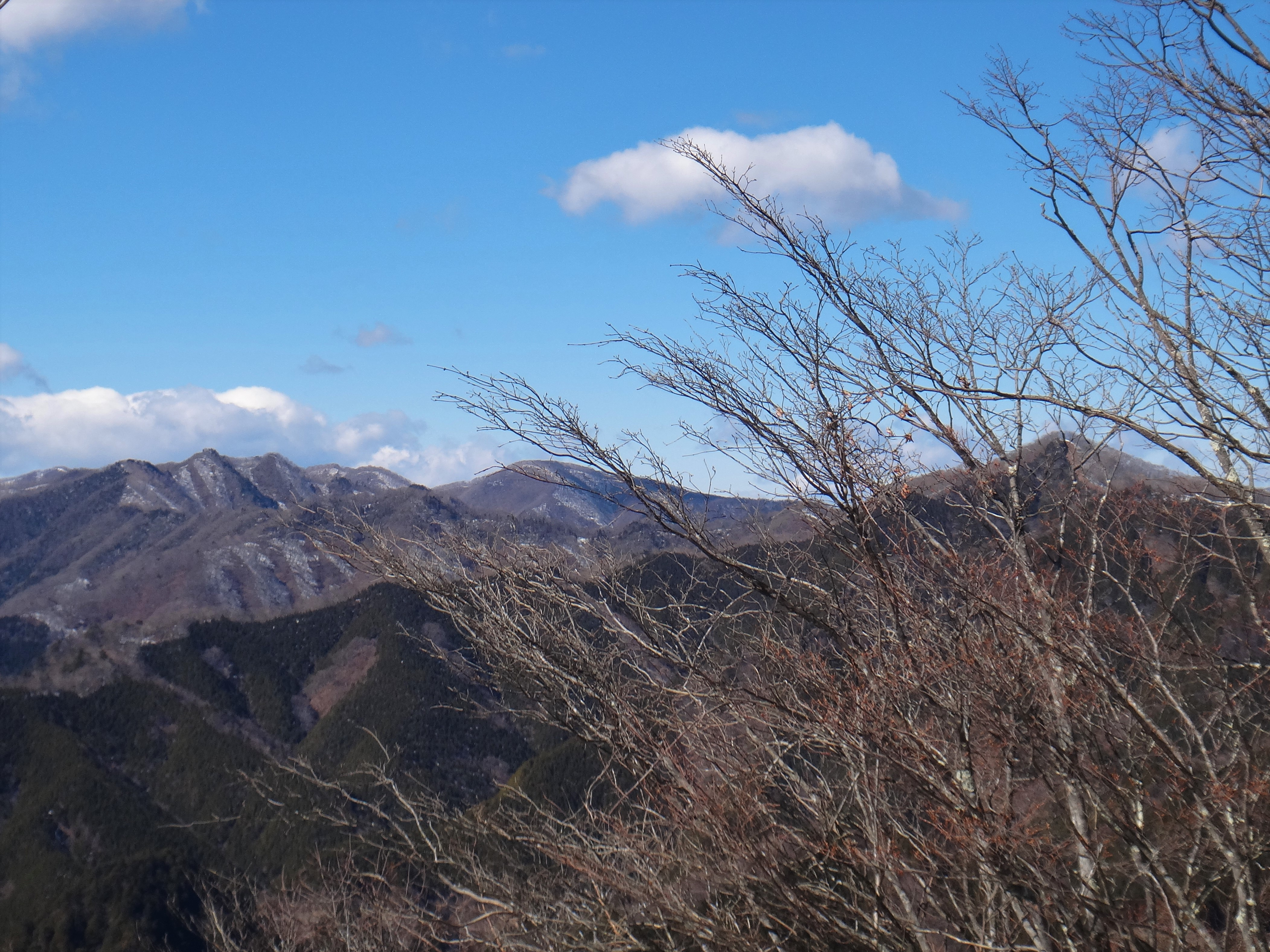
天目山と蕎麦粒山を望む
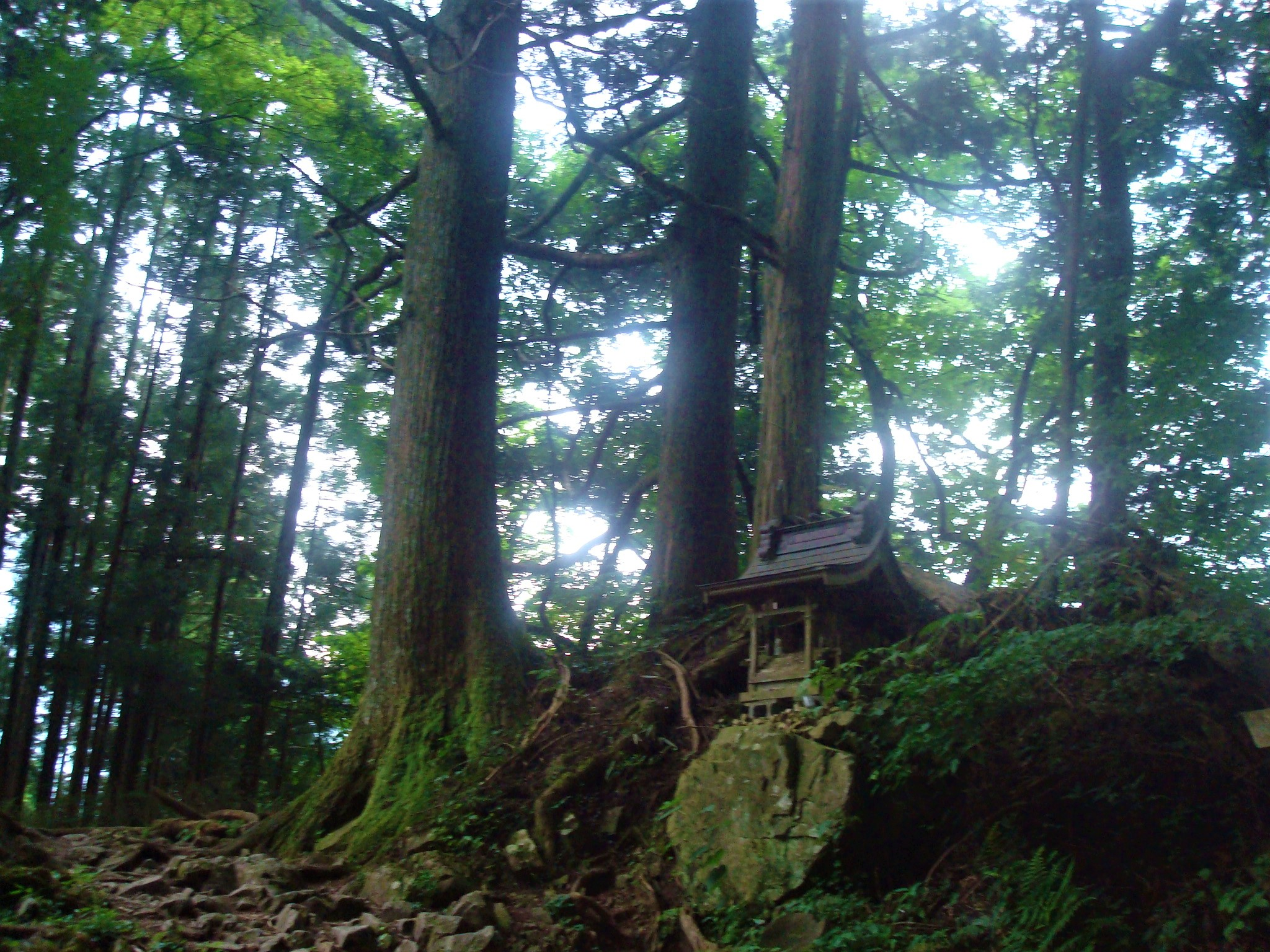
大根ノ山ノ神
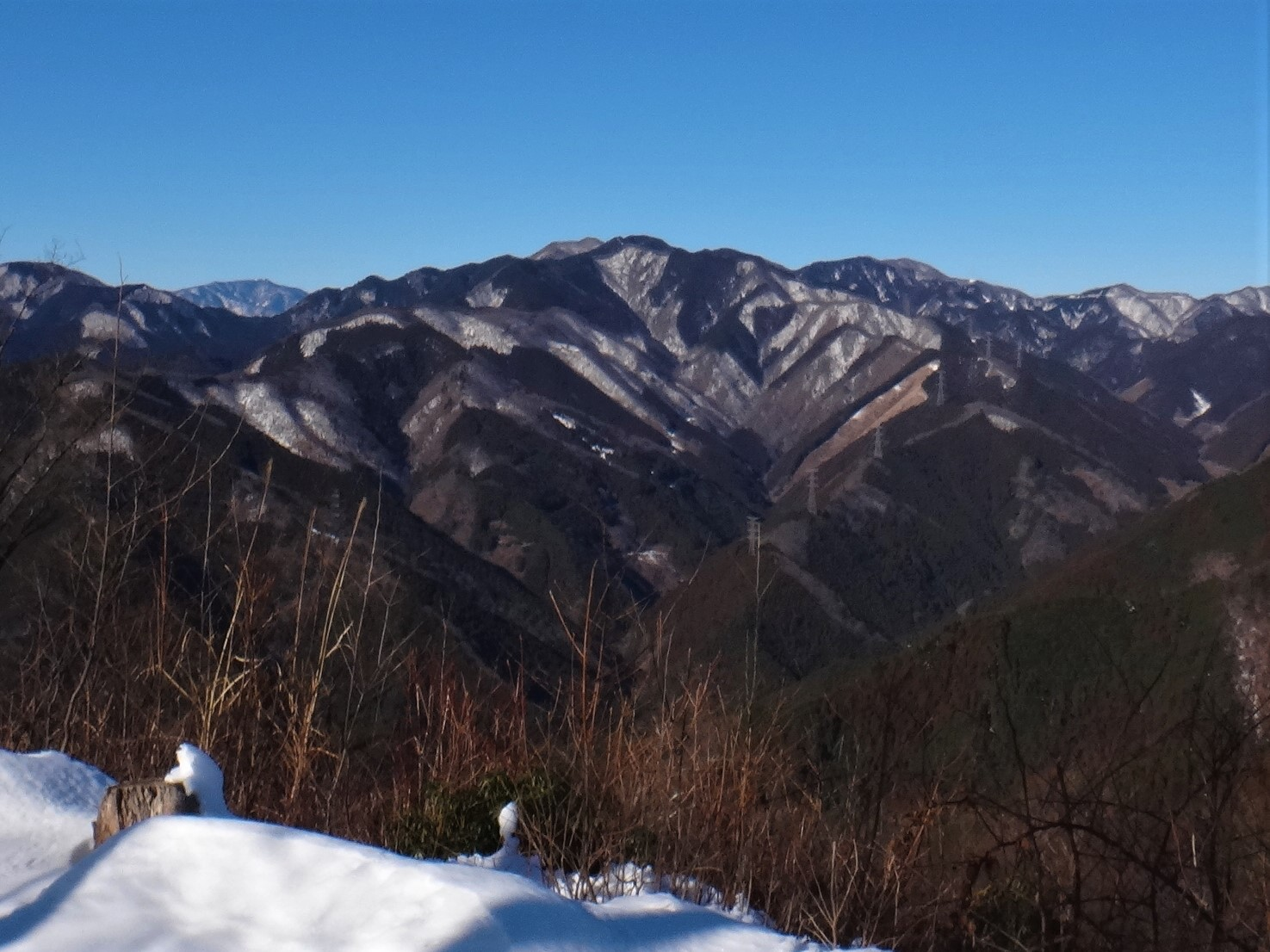
岩茸石山から川苔山（左奥は雲取山）